# Thiel und Boerne
Der Ermittler Kriminalhauptkommissar Frank Thiel und der Rechtsmediziner Prof. Dr. Dr. Karl-Friedrich Boerne sind die Hauptfiguren der in Münster spielenden Folgen aus der ARD-Fernsehreihe Tatort. Axel Prahl und Jan Josef Liefers spielen die Hauptrollen. Seit 2002 werden die für den WDR produzierten, komödiantischen Krimis mit dem Team ausgestrahlt. Es werden zwei Folgen pro Jahr produziert.

## Hintergrund

### Idee, Dreharbeiten und Erzählweise

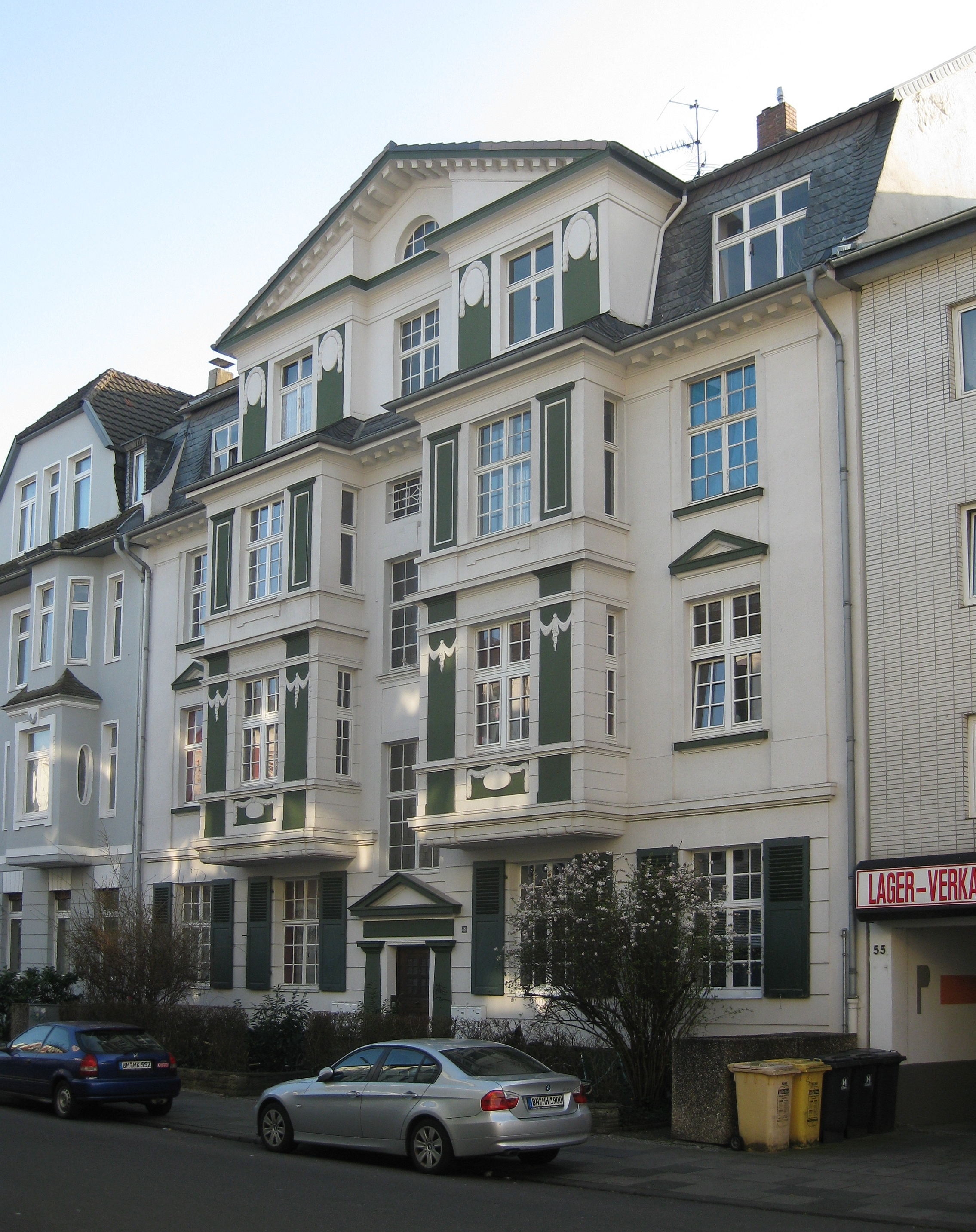
Dieses Haus in der Bonner Weststadt diente mehrfach als Kulisse für das gemeinsame Münsteraner Wohnhaus von Thiel und Boerne

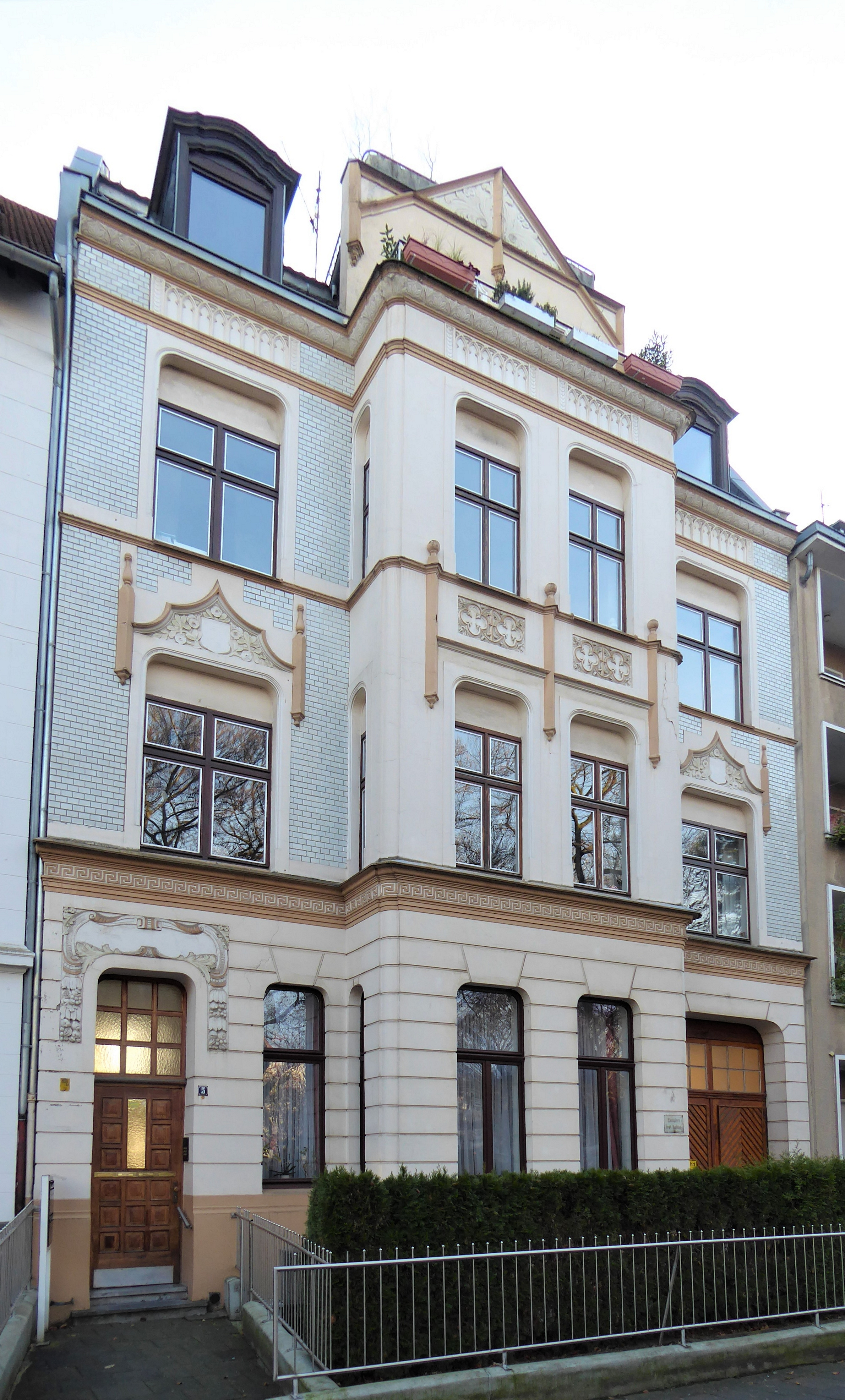
Ein Haus am Leipziger Platz in Köln diente in der ersten Folge als Kulisse für das gemeinsame Münsteraner Wohnhaus von Thiel und Boerne

Den Münsteraner Tatort entwickelten die Drehbuchautoren Stefan Cantz und Jan Hinter, wobei ihnen der Handlungsort Münster vorgegeben war. Die Dreharbeiten finden aus Kostengründen überwiegend in Köln und Umgebung statt, wo auch der WDR und die Produktionsfirmen Colonia Media und Filmpool angesiedelt sind. In der ersten Folge Der dunkle Fleck diente ein gründerzeitliches Mehrfamilienhaus am Leipziger Platz in Köln-Nippes als Drehort für das gemeinsame Wohnhaus von Thiel und Boerne.
In Münster werden regelmäßig nur Außenszenen aufgenommen. Wie auch die ebenfalls in Münster spielende ZDF-Reihe Wilsberg wird die Produktion unterstützt durch den Filmservice Münster.Land, eine Einrichtung des Presseamts Münster, sowie den regionalen Förderverein Münsterland e. V. und die IHK Nord-Westfalen. Das Budget für eine Münsteraner Tatort-Folge liegt bei rund 1,3 Millionen Euro.

### Einschaltquoten und Auszeichnungen
Der Tatort aus Münster erreicht im Schnitt die höchsten Einschaltquoten aller aktuellen Tatort-Teams und damit auch die besten Quoten aller zeitgenössischen deutschen Fernsehserien. 2011 und 2012 sahen in Deutschland durchschnittlich 11,58 Millionen Zuschauer die Fernsehfilme mit Thiel und Boerne. Mehrere Folgen aus Münster erreichten die jeweils höchsten Einschaltquoten für einen Tatort seit 1992, darunter die Episode Summ, Summ, Summ vom 24. März 2013 mit 12,99 Millionen Zuschauern und einem Marktanteil von 34,1 % als zwischenzeitlicher Spitzenreiter. Diese Marke übertraf die Folge Mord ist die beste Medizin vom 21. September 2014 mit 13,13 Millionen Zuschauern und einem Marktanteil von 36,7 %. Ein neuer Rekord wurde am 8. November 2015 mit der Folge Schwanensee aufgestellt, die von 13,69 Millionen Zuschauern gesehen wurde und damit auch die meistgesehene Sendung des Fernsehjahres 2015 war. Die Episode Erkläre Chimäre vom 31. Mai 2015 erreichte ebenfalls über 13 Millionen Zuseher sowie einen Marktanteil von 37,2 % und landete damit in der Jahresrangliste auf Platz 3. Übertroffen wurde dieses Ergebnis durch die Folge Fangschuss, die am 2. April 2017 14,56 Millionen Zuschauer hatte und damit eine Quote von 39,6 % erzielte. Diese Quote wurde durch die Folge Fiderallala, die am 6. April 2025 ausgestrahlt wurde, überboten – sie erreichte einen Marktanteil von 42,0 % Mechthild Großmann nennt als Beitrag zum Erfolg, dass der Münsteraner Tatort viele Stammspieler hat.
Im Rahmen der Goldenen Kamera 2011 gewannen Prahl und Liefers vom Tatort-Team Münster die Leserwahl „Das beste Krimi-Team“. Das Schauspielerteam des Tatorts Münster mit Jan Josef Liefers, Axel Prahl, Christine Urspruch, Mechthild Großmann, Friederike Kempter und Claus Dieter Clausnitzer war „für langjährige herausragende Leistung in der humoristischen Fernsehunterhaltung“ für den Grimme-Preis 2012 in der Kategorie „Unterhaltung/Spezial“ nominiert.
Der Tatort aus Münster erhielt 2013 den Medienpreis Bobby von der Bundesvereinigung Lebenshilfe für den humorvollen Umgang des Krimi-Formats mit einem vermeintlichen Defizit. Das Thema „Anderssein“ trage mit den pointierten Wortwechseln zwischen den Darstellern Christine Urspruch und Jan Josef Liefers zum Erfolg der Fernsehreihe bei. Die Preisverleihung fand am 7. November 2013 in Köln statt.

## Figuren

### Frank Thiel
Kriminalhauptkommissar Frank Thiel (Axel Prahl) stammt aus Hamburg, wo er im Arbeiterviertel St. Pauli aufgewachsen ist. In der Hansestadt war er lange Jahre Kriminalist, bis er sich nach Münster versetzen ließ, wo sein Vater Herbert seit vielen Jahren lebt. Frank Thiel leitet seither das Morddezernat der Polizeidirektion Münster, ist aber mit dem Herzen nach wie vor auf dem Kiez, was sich vor allem an seiner Kleidung und seinen Büroutensilien zeigt, die häufig seine Anhängerschaft zum FC St. Pauli demonstrieren, sowie seinem Handy-Klingelton Auf der Reeperbahn nachts um halb eins.
Thiel erfüllt das Klischee eines „typischen Norddeutschen“, der etwas eigenbrötlerisch und eher maulfaul daherkommt. Seine Arbeitsweise ist zuweilen unkonventionell, aber akribisch. Er lebt als Mieter im Haus des Rechtsmediziners Professor Karl-Friedrich Boerne. Mit seinem Vermieter und zugleich Ermittlungskollegen bildet Thiel ein Gegensatzpaar: Verkörpert Boerne den stets elegant gekleideten und überaus eloquenten Akademiker, so macht Thiel den Eindruck eines privat schwer vermittelbaren Fast-Food-Konsumenten, der mit seiner Freizeit nichts anderes anzufangen weiß, als ein Feierabendbier zu trinken und sich seinem Fußballverein zu widmen. In den Dialogen zwischen beiden werden ihm diese Unzulänglichkeiten oft zum ironischen Verhängnis. Thiels Frau ist mit dem gemeinsamen Sohn nach Neuseeland ausgewandert.

### Karl-Friedrich Boerne
Professor Dr. Dr. Karl-Friedrich Boerne (Jan Josef Liefers) ist Spross eines westfälischen Geschlechts, das bereits viele reputable Mediziner hervorgebracht hat. Als Leiter der Rechtsmedizin am Universitätsklinikum Münster kommt er mit Thiel in Berührung, und beide klären gemeinsam auf eher unkonventionelle Art und Weise die Kriminalfälle auf.
Charakterlich ist Boerne das Gegenteil zu Thiel: arrogant, flamboyant und immer mit dem letzten Wort. Fehler machen immer nur andere; er selbst ist nach eigener Einschätzung nicht weniger als eine geniale Koryphäe. Darüber hinaus verfügt er neben seiner fachlichen Qualifikation auch über eher fakultätsfremde Fertigkeiten. So spricht er zum Beispiel sehr gut Französisch (Eine Leiche zu viel) sowie Spanisch, Japanisch (Das zweite Gesicht), Italienisch (Wolfsstunde) und Russisch (Der doppelte Lott).
Da Boerne auch Thiels Vermieter ist und im selben Haus wohnt, ergibt sich zuweilen Gelegenheit, gemeinsam zu kochen und den aktuellen Fall zu besprechen. Boerne war verheiratet, seine Frau ist mit ihrem Therapeuten durchgebrannt, wie er in der ersten Folge Der dunkle Fleck äußert.
Er ist Mitglied des Corps Pomerania-Guestphalia zu Münster, einer (fiktiven) schlagenden Studentenverbindung, der bereits sein Vater angehörte. Er ist ein großer Liebhaber klassischer Musik, insbesondere Verehrer der Komponisten Richard Wagner, Gustav Mahler und Giuseppe Verdi. Wie in der Folge Dreimal schwarzer Kater zu sehen ist, spielt er zudem ausgezeichnet Klavier und wird in der Folge Fakten, Fakten als Sieger eines Springreitturniers ausgezeichnet.
Als reale Vorlage für die Rolle des Karl-Friedrich Boerne gilt der Münsteraner Professor Bernd Brinkmann, der von 1981 bis 2007 Direktor des Instituts für Rechtsmedizin in Münster war und durch zahlreiche spektakuläre Fälle über die Landesgrenzen hinaus bekannt wurde, darunter durch die Befragung als sachverständiger Zeuge im Kachelmann-Prozess. Ursprünglich war Ulrich Noethen für die Rolle vorgesehen; er widerrief jedoch seine zwischenzeitliche Zusage zugunsten anderer Rollen.

### Silke Haller

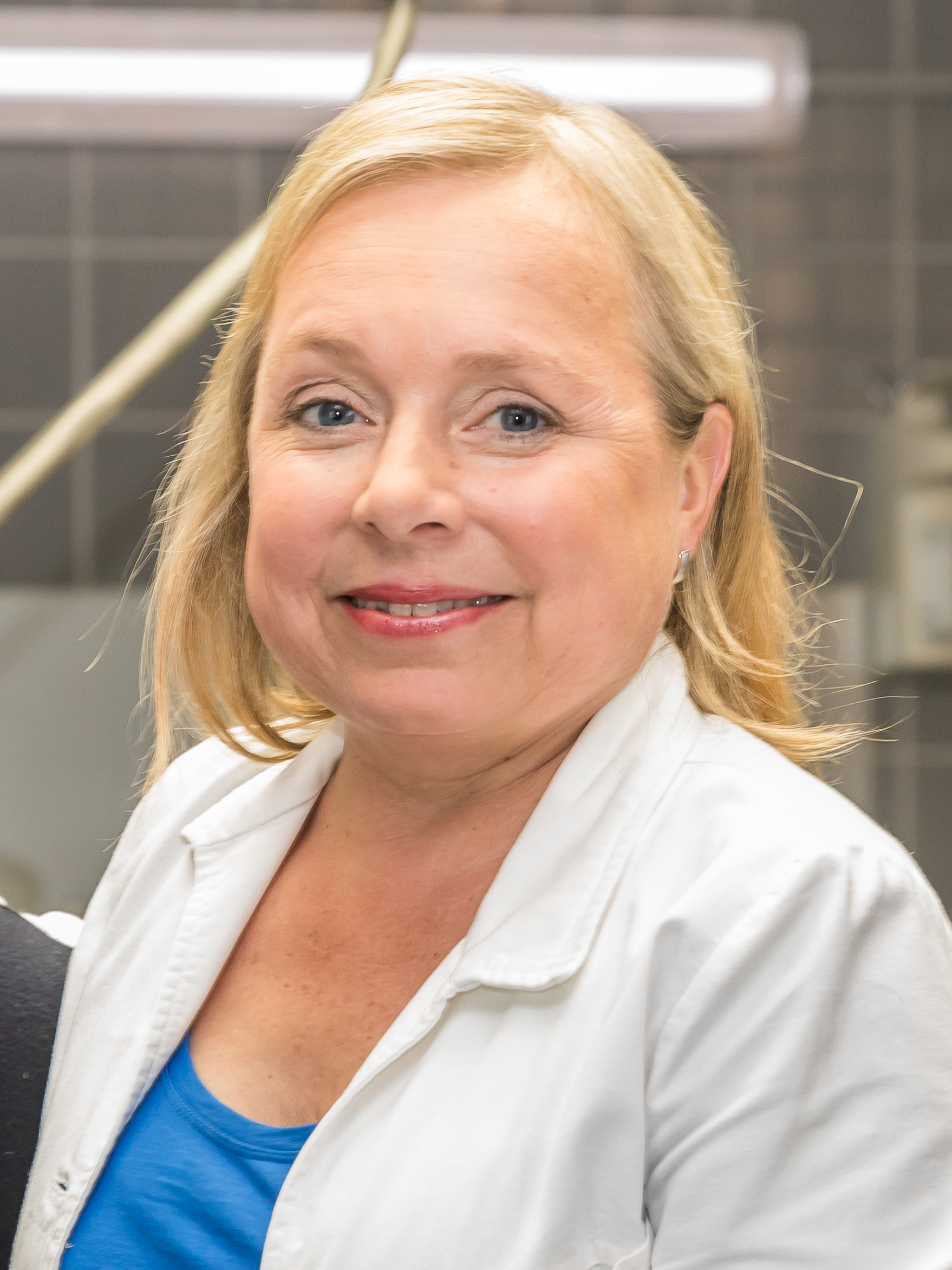
Christine Urspruch („Alberich“)

Silke Haller (Christine Urspruch) ist die resolute Stellvertreterin und engste Mitarbeiterin von Karl-Friedrich Boerne in der Münsteraner Rechtsmedizin. Sie hat die Größe, Boernes ständige Anspielungen auf ihre Kleinwüchsigkeit – er nennt sie fast ausnahmslos „Alberich“ nach dem Zwerg aus Wagners Der Ring des Nibelungen und produziert damit andauernd Kalauer über sie – locker zu nehmen und sich nicht herabgesetzt zu fühlen. Auch weil sie weiß, dass Boerne damit Anerkennung ausdrücken will, wie bereits in der ersten Folge Der dunkle Fleck zu erfahren ist. In der Folge Feierstunde bewahrt Boerne seine Kollegin vor dem Abbau ihrer Planstelle, indem er Forschungsgelder akquiriert.

### Herbert Thiel

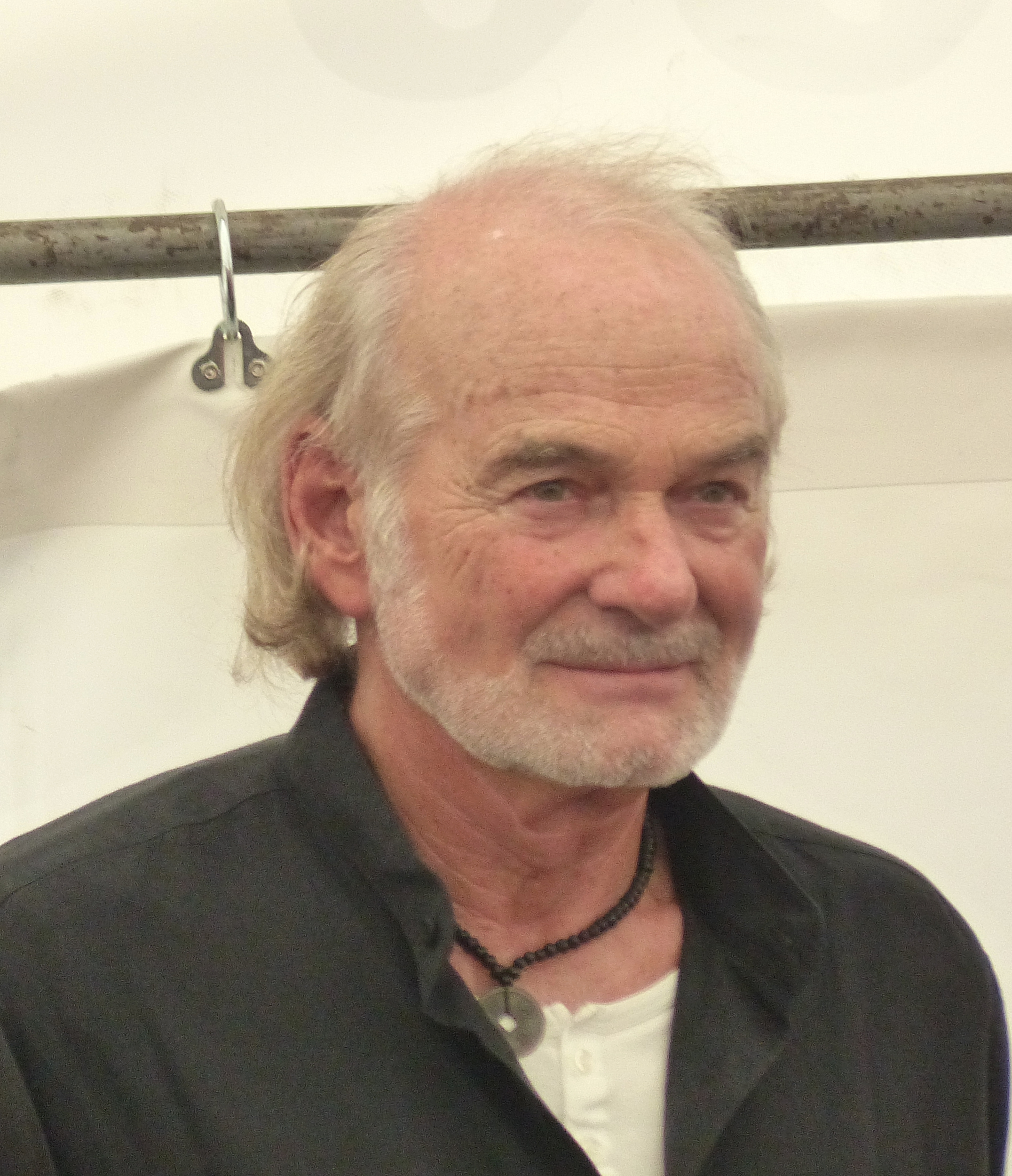
Claus Dieter Clausnitzer (Herbert Thiel)

Herbert (Claus Dieter Clausnitzer) ist Frank Thiels Vater und der Grund, warum dieser nach Münster gewechselt ist. Herbert ist Alt-Achtundsechziger, der das Image des Revoluzzers nie abgelegt hat. Er arbeitet als selbstständiger Taxifahrer, ist aber häufig in Geldnot, unter anderem wegen Reparaturen an seinem Fahrzeug. Einen Nebenverdienst hat er durch den Anbau von Hanf aufgezogen. Das Marihuana raucht er zum Teil selbst, zum Teil verkauft er es an Münsteraner Studenten. Ist Frank Thiel einmal auf Herberts Hilfe angewiesen, besteht immer die Gefahr, dass dieser entweder high ist oder das Taxi den Geist aufgibt. Oft wird er in die Fälle seines Sohnes verwickelt, beispielsweise indem er eine Leiche findet oder selbst unter Tatverdacht gerät.

### Wilhelmine Klemm
Wilhelmine Klemm (Mechthild Großmann) ist die Staatsanwältin in Münster. Sie ist notorische Kettenraucherin, die konsequent das Rauchverbot in öffentlichen Gebäuden in Nordrhein-Westfalen ignoriert. Sie kennt viele VIPs des höheren Münsteraner Bürgertums, zu denen sie sich auch zählt. Thiel hingegen ist in ihren Augen ein Prolet, der ihrer Ansicht nach die Honoratioren immer zu Unrecht verdächtigt. Oft taucht sie ungefragt in Thiels Büro auf, um sich persönlich auf den Stand der Dinge bringen zu lassen, womit sie dem Kommissar meistens nur auf die Nerven geht. Zuweilen erscheint sie sogar in Stöckelschuhen am Tatort, wenn die Situation es erfordert. Ihre Schlussfolgerungen sind in der Regel falsch, was Thiels Arbeit zusätzlich erschwert, seine Erfolge aber umso respektabler erscheinen lässt. Als Studentin wohnte sie vorübergehend in einer Kommune linker Studenten, in dieser Zeit lernte sie auch Herbert Thiel sowie den „kleinen Fränkie“ kennen (Folge: Gott ist auch nur ein Mensch).
Der Rollenname kann als Anspielung auf den Chemiker Wilhelm Klemm verstanden werden, der in Münster lehrte und nach dem dort auch eine Straße benannt ist, die in unmittelbarer Nähe des Instituts für Rechtsmedizin verläuft. Schauspielerin Mechthild Großmann bezeichnet die von ihr verkörperte Wilhelmine Klemm als „kleine Zubringerrolle“.

### Mirko Schrader

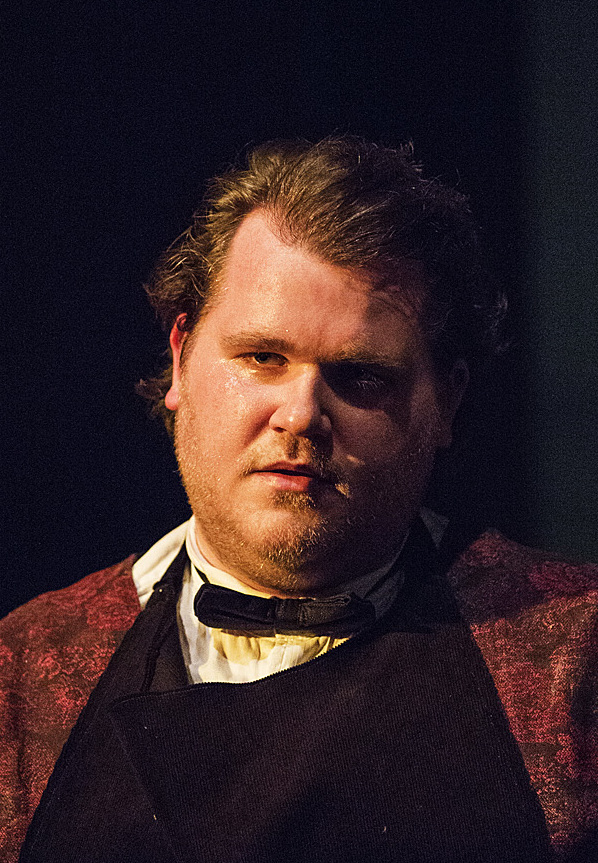
Björn Meyer (KK Mirko Schrader)

Kommissar Mirko Schrader (Björn Meyer) ist der Nachfolger von Kommissaranwärterin Nadeshda Krusenstern im Team Thiel und Boerne.

### Ehemalige Figuren

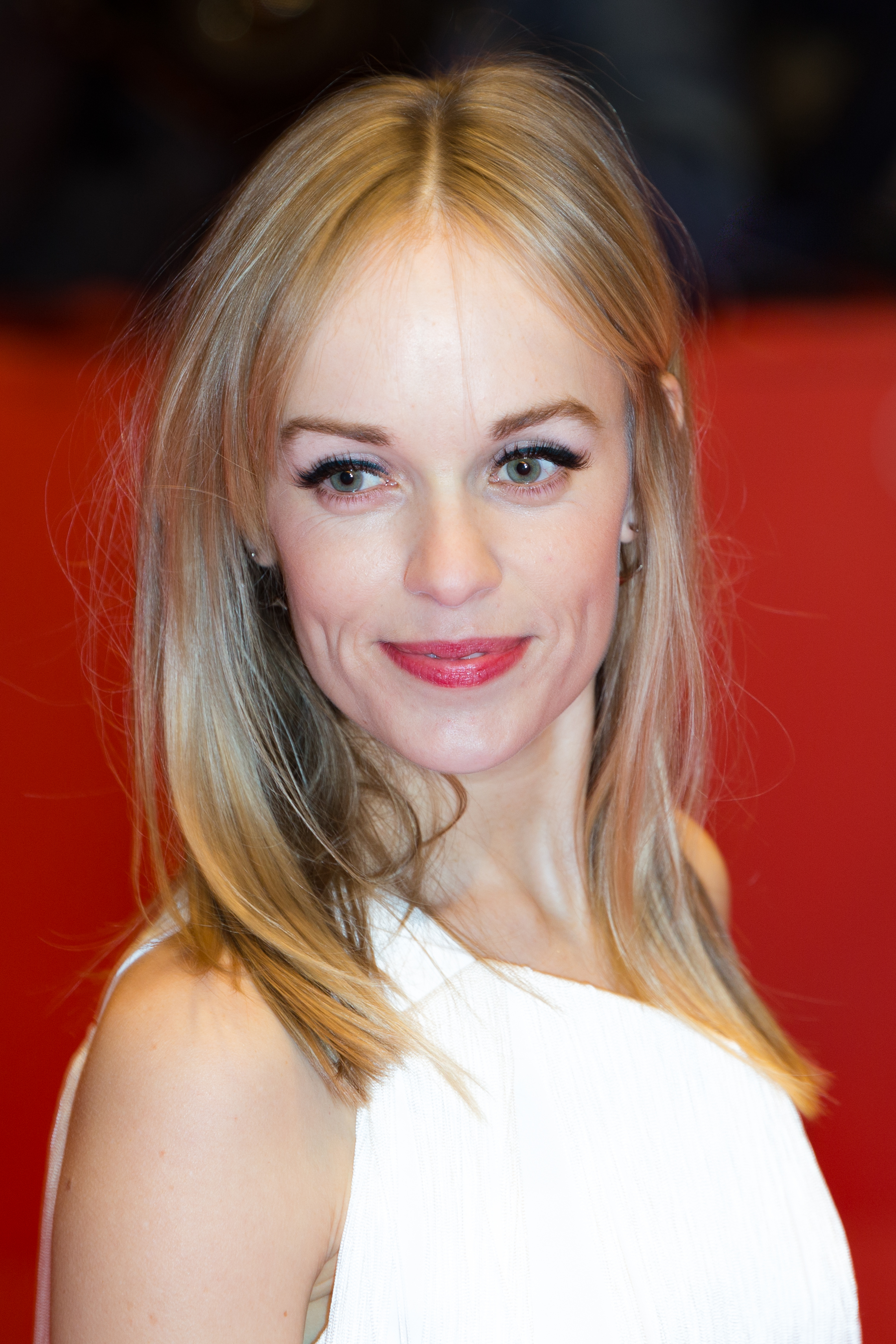
Friederike Kempter (Nadeshda Krusenstern)

#### Nadeshda Krusenstern
Nadeshda (Friederike Kempter) war die Assistentin von Thiel. In der ersten Folge gab sie an, sie sei mit ihren Eltern aus dem ukrainischen Odessa gekommen. Sie war eine Nachfahrin des deutsch-baltischen Entdeckungsreisenden Adam Johann von Krusenstern (der Name Nadeshda ist eine Anspielung auf das Schiff, mit dem dieser die Welt umsegelte). Als Kind kam sie mit ihren Eltern nach Münster, diese führen dort ein russisches Restaurant namens „Kalinka“.
Sie schlug eine Laufbahn bei der Kriminalpolizei ein und landete nach einem Praktikum bei der Drogenfahndung schließlich beim Morddezernat, wo sie dem neuen Leiter Frank Thiel zugeteilt wurde. Thiel förderte seine Assistentin, auf die er große Stücke hielt, und betraute sie auch schon mal mit der Leitung kleinerer Ermittlungen; in mehreren Fällen konnte sie ihre Russischkenntnisse unter Beweis stellen. Sie war fleißig und sozial kompetent.
In der Folge Erkläre Chimäre wird Kriminalkommissaranwärterin Krusenstern zur Kriminalkommissarin ernannt. Ihr letzter Auftritt als Polizistin im Münsteraner Tatort ist in der Folge Väterchen Frost. In der Neujahrsfolge 2020, Das Team, die dem Dortmunder Tatort zugerechnet wird, wird Krusenstern in Vertretung von Thiel, der bei einem Anschlag verletzt wurde, in ein aus sieben Kommissaren bestehendes Team berufen, das sich in einem verlassenen Tagungshotel zu einem Teambildungsworkshop trifft. Während einer Tagungspause wird sie von dem Paderborner Kommissar Ziesing erschlagen.
In der Folge Limbus macht Boerne eine Nahtoderfahrung, in der er Krusenstern in der Vorhölle trifft. Sie erfährt in ihrem kurzen Auftritt, dass sie dort falsch sei, weil sie für den Himmel vorgesehen sei. „Das ist einer der schönsten Abschiede, die man je in der Krimireihe gesehen hat“, schreibt Spiegel Online.

#### Bernd Bulle
Bernd Bulle (Oliver Bokern) war wie Krusenstern ein Assistent von Thiel. Er spielte in den ersten vier Filmen bis Sag nichts mit.

## Folgen
| Fall | Titel                               | Erstausstrahlung | Folge | Drehbuch                                        | Regie                  | Besonderheiten                                                                                               | Zuschauer  | Marktanteil |
| ---- | ----------------------------------- | ---------------- | ----- | ----------------------------------------------- | ---------------------- | --- | ---------- | ----------- |
| 1    | Der dunkle Fleck                    | 20. Okt. 2002    | 511   | Stefan Cantz, Jan Hinter                        | Peter F. Bringmann     | Nominiert für den Adolf-Grimme-Preis                                                                         | 08,82 Mio. | 24,9 %      |
| 2    | Fakten, Fakten…                     | 01. Dez. 2002    | 517   | Wolfgang Panzer                                 | Susanne Zanke          | | 09,45 Mio. | 26,6 %      |
| 3    | Dreimal schwarzer Kater             | 19. Okt. 2003    | 543   | Stefan Cantz, Jan Hinter                        | Buddy Giovinazzo       | | 08,38 Mio. | 24,3 %      |
| 4    | Sag nichts                          | 14. Dez. 2003    | 551   | Hans Christian Laaber                           | Lars Kraume            | Letzte Folge mit Bernd Bulle (Oliver Bokern)                                                                 | 07,98 Mio. | 21,6 %      |
| 5    | Mörderspiele                        | 25. Apr. 2004    | 565   | Stephan Meyer                                   | Stephan Meyer          | | 08,43 Mio. | 24,1 %      |
| 6    | Eine Leiche zu viel                 | 05. Dez. 2004    | 582   | Dorothee Schön, Georg Schott                    | Kaspar Heidelbach      | | 08,89 Mio. | 24,6 %      |
| 7    | Der Frauenflüsterer                 | 03. Apr. 2005    | 594   | Stefan Cantz, Jan Hinter                        | Kaspar Heidelbach      | | 08,46 Mio. | 23,6 %      |
| 8    | Der doppelte Lott                   | 20. Nov. 2005    | 615   | Stefan Cantz, Jan Hinter                        | Manfred Stelzer        | Gastauftritt Ballauf und Schenk                                                                              | 09,38 Mio. | 24,5 %      |
| 9    | Das ewig Böse                       | 05. Feb. 2006    | 622   | Rainer Matsutani                                | Rainer Matsutani       | | 09,18 Mio. | 23,0 %      |
| 10   | Das zweite Gesicht                  | 12. Nov. 2006    | 646   | Matthias Seelig                                 | Tim Trageser           | | 07,84 Mio. | 20,7 %      |
| 11   | Ruhe sanft!                         | 18. März 2007    | 659   | Stefan Cantz, Jan Hinter                        | Manfred Stelzer        | | 08,42 Mio. | 22,6 %      |
| 12   | Satisfaktion                        | 28. Okt. 2007    | 678   | Johannes W. Betz                                | Manuel Flurin Hendry   | | 08,10 Mio. | 21,9 %      |
| 13   | Krumme Hunde                        | 18. Mai 2008     | 699   | Stefan Cantz, Jan Hinter                        | Manfred Stelzer        | | 07,85 Mio. | 23,4 %      |
| 14   | Wolfsstunde                         | 09. Nov. 2008    | 710   | Kilian Riedhof, Marc Blöbaum                    | Kilian Riedhof         | Publikumspreis beim Deutschen Fernsehkrimipreis 2009, Gastauftritt Jörg Pilawa                               | 10,14 Mio. | 28,3 %      |
| 15   | Höllenfahrt                         | 22. März 2009    | 727   | Matthias Seelig, Claudia Falk                   | Tim Trageser           | | 08,92 Mio. | 24,0 %      |
| 16   | Tempelräuber                        | 25. Okt. 2009    | 745   | Magnus Vattrodt                                 | Matthias Tiefenbacher  | | 09,88 Mio. | 26,5 %      |
| 17   | Der Fluch der Mumie                 | 16. Mai 2010     | 763   | Stefan Cantz, Jan Hinter                        | Kaspar Heidelbach      | | 10,24 Mio. | 28,6 %      |
| 18   | Spargelzeit                         | 10. Okt. 2010    | 775   | Jürgen Werner                                   | Manfred Stelzer        | | 10,49 Mio. | 29,3 %      |
| 19   | Herrenabend                         | 01. Mai 2011     | 799   | Magnus Vattrodt                                 | Matthias Tiefenbacher  | | 11,79 Mio. | 32,9 %      |
| 20   | Zwischen den Ohren                  | 18. Sep. 2011    | 810   | Thorsten Wettcke, Christoph Silber              | Franziska Meletzky     | | 10,40 Mio. | 28,8 %      |
| 21   | Hinkebein                           | 11. März 2012    | 831   | Stefan Cantz, Jan Hinter                        | Manfred Stelzer        | | 11,78 Mio. | 30,7 %      |
| 22   | Das Wunder von Wolbeck              | 25. Nov. 2012    | 851   | Wolfgang Stauch                                 | Matthias Tiefenbacher  | | 11,87 Mio. | 31,7 %      |
| 23   | Summ, Summ, Summ                    | 24. März 2013    | 867   | Stefan Cantz, Jan Hinter                        | Kaspar Heidelbach      | Gastauftritt Roland Kaiser                                                                                   | 12,81 Mio. | 34,0 %      |
| 24   | Die chinesische Prinzessin          | 20. Okt. 2013    | 883   | Orkun Ertener                                   | Lars Jessen            | | 12,44 Mio. | 33,5 %      |
| 25   | Der Hammer                          | 13. Apr. 2014    | 907   | Lars Kraume                                     | Lars Kraume            | Gastauftritt Frank Zander                                                                                    | 12,78 Mio. | 35,0 %      |
| 26   | Mord ist die beste Medizin          | 21. Sep. 2014    | 917   | Dorothee Schön                                  | Thomas Jauch           | | 13,13 Mio. | 36,7 %      |
| 27   | Erkläre Chimäre                     | 31. Mai 2015     | 949   | Stefan Cantz, Jan Hinter                        | Kaspar Heidelbach      | | 13,01 Mio. | 37,2 %      |
| 28   | Schwanensee                         | 08. Nov. 2015    | 961   | André Erkau, Christoph Silber, Thorsten Wettcke | André Erkau            | | 13,63 Mio. | 35,7 %      |
| 29   | Ein Fuß kommt selten allein         | 08. Mai 2016     | 986   | Stefan Cantz, Jan Hinter                        | Thomas Jauch           | | 12,69 Mio. | 37,1 %      |
| 30   | Feierstunde                         | 25. Sep. 2016    | 994   | Elke Schuch                                     | Lars Jessen            | | 13,31 Mio. | 38,1 %      |
| 31   | Fangschuss                          | 02. April 2017   | 1017  | Stefan Cantz, Jan Hinter                        | Buddy Giovinazzo       | Höchste Zuschauerzahl einer Tatort-Folge seit 1992.                                                          | 14,56 Mio. | 39,6 %      |
| 32   | Gott ist auch nur ein Mensch        | 19. Nov. 2017    | 1036  | Christoph Silber, Thorsten Wettcke              | Lars Jessen            | | 12,89 Mio. | 34,0 %      |
| 33   | Schlangengrube                      | 27. Mai 2018     | 1060  | Stefan Cantz, Jan Hinter                        | Samira Radsi           | | 12,00 Mio. | 37,8 %      |
| 34   | Spieglein, Spieglein                | 17. März 2019    | 1088  | Benjamin Hessler                                | Matthias Tiefenbacher  | | 13,58 Mio. | 36,9 %      |
| 35   | Lakritz                             | 03. Nov. 2019    | 1107  | Thorsten Wettcke                                | Randa Chahoud          | | 12,64 Mio. | 34,5 %      |
| 36   | Väterchen Frost                     | 22. Dez. 2019    | 1113  | Stefan Cantz, Jan Hinter                        | Torsten C. Fischer     | Letzte Folge mit Nadeshda Krusenstern (Friederike Kempter)                                                   | 12,66 Mio. | 36,2 %      |
| 37   | Limbus                              | 08. Nov. 2020    | 1143  | Magnus Vattrodt                                 | Max Zähle              | | 12,94 Mio. | 34,9 %      |
| 38   | Es lebe der König!                  | 13. Dez. 2020    | 1148  | Benjamin Hessler                                | Buket Alakus           | | 13,60 Mio. | 36,5 %      |
| 39   | Rhythm and Love                     | 02. Mai 2021     | 1166  | Elke Schuch                                     | Brigitte Maria Bertele | | 14,22 Mio. | 39,6 %      |
| 40   | Des Teufels langer Atem             | 16. Jan. 2022    | 1186  | Thorsten Wettcke                                | Francis Meletzky       | | 14,16 Mio. | 41,0 %      |
| 41   | Propheteus                          | 06. März 2022    | 1192  | Astrid Ströher                                  | Sven Halfar            | | 11,03 Mio. | 34,5 %      |
| 42   | Ein Freund, ein guter Freund        | 13. Nov. 2022    | 1216  | Benjamin Hessler                                | Janis Rebecca Rattenni | Premiere am 30. August 2022 im Preußenstadion in Münster. Höchster Marktanteil einer Tatort-Folge seit 1992. | 13,08 Mio. | 41,5 %      |
| 43   | MagicMom                            | 5. März 2023     | 1227  | Regine Bielefeldt                               | Michaela Kezele        | | 13,46 Mio. | 40,7 %      |
| 44   | Der Mann, der in den Dschungel fiel | 10. Dez. 2023    | 1253  | Thorsten Wettcke                                | Till Franzen           | Premiere am 3. September 2023 auf dem Festival des deutschen Films in Ludwigshafen am Rhein.                 | 11,11 Mio. | 37,4 %      |
| 45   | Unter Gärtnern                      | 17. März 2024    | 1265  | Regine Bielefeldt                               | Brigitte Maria Bertele | | 12,73 Mio. | 41,1 %      |
| 46   | Man stirbt nur zweimal              | 15. Dez. 2024    | 1284  | Sascha Arango                                   | Janis Rebecca Rattenni | | 11,52 Mio. | 40,0 %      |
| 47   | Fiderallala                         | 6. Apr. 2025     | 1299  | Regine Bielefeldt                               | Isa Prahl              | | 11,82 Mio. | 42 %        |

## Kritik
Obwohl die Tatort-Folgen aus Münster zu den beliebtesten der Fernsehreihe zählen, wird der Münsteraner Tatort häufig als Klamauk und überdrehter Slapstick bezeichnet. Axel Prahl äußerte sich dazu gegenüber der Augsburger Allgemeinen: „Ach Gott, das rechte Maß zu finden ist eine Kunst, die niemand beherrscht. Dem einen ist es fast noch zu wenig Humor, und den anderen ist es schon zu viel.“ Liefers mutmaßt, „vielleicht haben die Zuschauer diesen Eindruck, weil sie schon einige Folgen gesehen haben und jeder Fall ein Krimi-Spaß ist“.
Auch unter den Schauspielkollegen weiß der Tatort aus Münster zu polarisieren. Wotan Wilke Möhring schätzt die Schauspielkollegen in den Rollen Thiel und Boerne sehr und lobt im Münster-Tatort besonders „den Humor und die Leichtigkeit“. Bjarne Mädel wird mit den Worten zitiert: „Ich sehe den Kollegen Jan Josef Liefers und Axel Prahl gerne beim Spielen zu, die machen das gut, aber die Gags sind berechenbar geworden und nutzen sich ein bisschen ab.“

## Zwei Kommissare auf Spurensuche
Im Jahr 2009 produzierte der Norddeutsche Rundfunk eine Sendung unter dem Titel Zwei Kommissare auf Spurensuche. Axel Prahl und Jan Josef Liefers schlüpften in ihre Tatort-Charaktere Thiel und Prof. Boerne, behielten dabei jedoch ihre bürgerlichen Namen. In fünf Episoden / Etappen erwanderten sie Mecklenburg-Vorpommern (mecklenburgische Ostseeküste um Kühlungsborn, Usedom, Rügen, Fischland-Darß-Zingst, Schweriner See), wobei sie auf Land, Leute und Gepflogenheiten der jeweiligen bewanderten Regionen eingingen und die aus dem Münsteraner Tatort bekannten Zwistigkeiten austauschten.

## Besonderheiten
Im Jahr 2017 wurden Axel Prahl und Jan Josef Liefers von Guido Cantz im Rahmen der Sendung Verstehen Sie Spaß? hereingelegt.
In der heiteren ARD-Vorabend-Krimiserie Alles Klara trägt der Gerichtsmediziner den Namen „Dr. Münster“, was als Anspielung auf den Münster-Tatort und die Figur Karl-Friedrich Boerne zu verstehen ist.